# Borneogena antigrapha
Borneogena antigrapha är en fjärilsart som beskrevs av Diakonoff 1941. Borneogena antigrapha ingår i släktet Borneogena och familjen vecklare. Inga underarter finns listade i Catalogue of Life.